# Médiatisation (féodalité)
Pour les articles homonymes, voir Médiatisation.

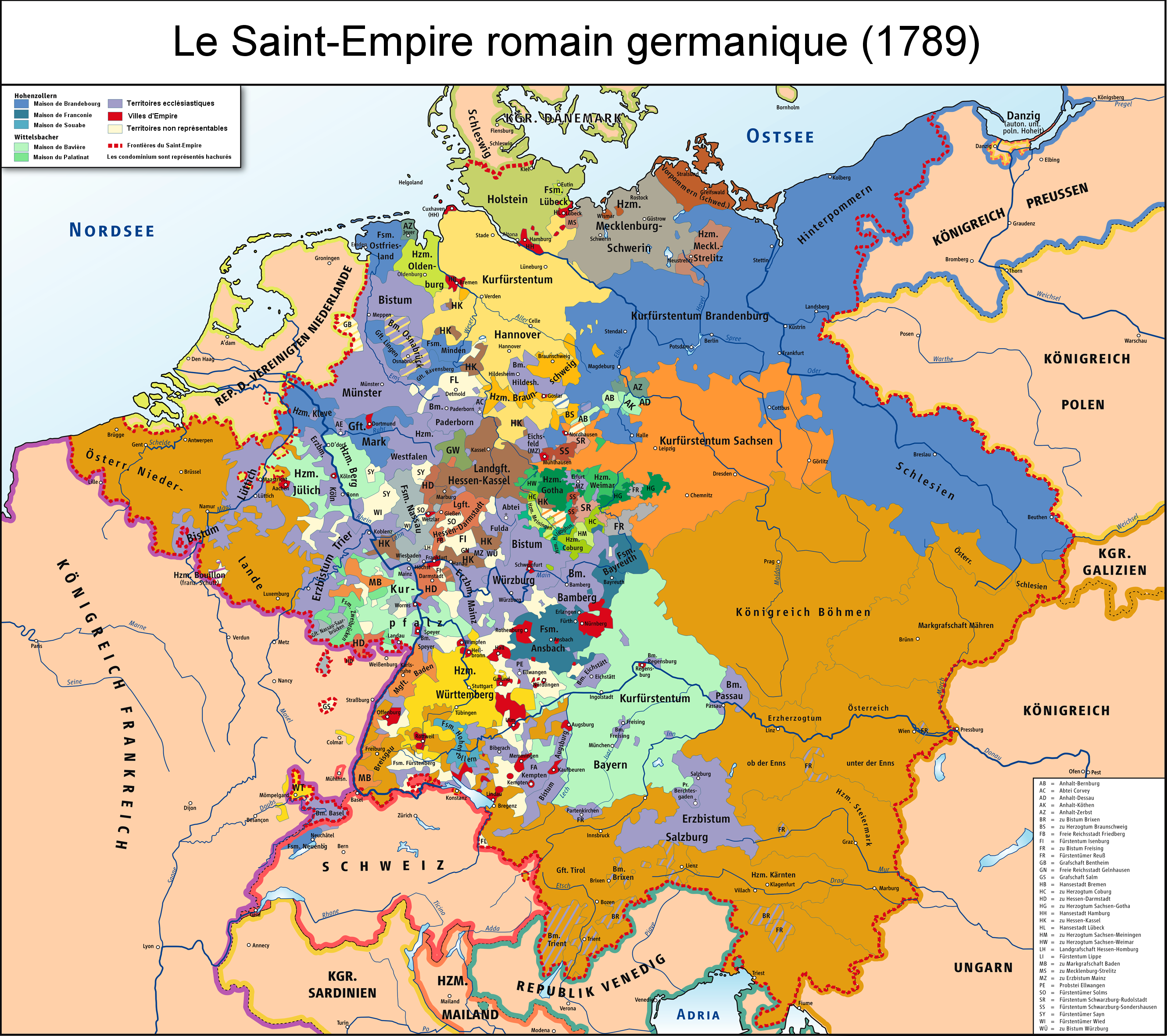
Carte du Saint-Empire Romain germanique et ses différents États avant la Révolution française.

Le processus de médiatisation vise à retirer la souveraineté d'un territoire enclavé indépendant du Saint-Empire. Celui-ci se trouve alors purement et simplement intégré au territoire dans lequel il était enclavé. Il perd également son lien de dépendance directe et sans intermédiaire vis-à-vis de l'empereur. A contrario, on parle d’immédiateté.
Ainsi, si un comté souverain est annexé par une principauté plus grande, le comte déchu se verra désormais subordonné à un prince, mais continuera à s'intituler comte, plutôt que d'être privé de son titre.
Le terme de « médiatisation », qui est formé sur l'adjectif « médiat », fut originellement utilisé pour désigner la réorganisation des États germaniques au début du XIXe siècle, qui fut quelquefois appelée « la Médiatisation allemande », décidée par le recès d'Empire de 1803. Toutefois, le phénomène de médiatisation s'est également produit dans d'autres pays tels que l'Italie (Orsini, Doria) ou la Russie (Sibirsky, Vorotynsky (en)).[réf. souhaitée]
Souvent, les maisons nobles médiatisées conservèrent un rang officiel supérieur à celui d'autres maisons nominalement de rang équivalent mais qui n'ont jamais régné. Cette distinction était cruciale, car ainsi les nobles médiatisés pouvaient prétendre à des mariages royaux, et étaient considérés comme des familles souveraines. Ainsi, la fille d'une obscure famille comtale médiatisée pouvait épouser un roi ou un empereur sans que cette alliance soit considérée comme morganatique (alors que si un souverain épousait une aristocrate d'une famille princière ou ducale non-médiatisée, leurs enfants étaient alors considérés comme morganatiques et exclus de la succession monarchique). 
L'abondance des maisons médiatisées en Allemagne explique en partie pourquoi tant de souverains européens épousèrent des princesses allemandes. Pour cette même raison, l’Almanach de Gotha, autorité de référence en matière de noblesse européenne, était divisé en trois sections : les maisons souveraines, les maisons médiatisées et les autres maisons nobles.

## La médiatisation allemande

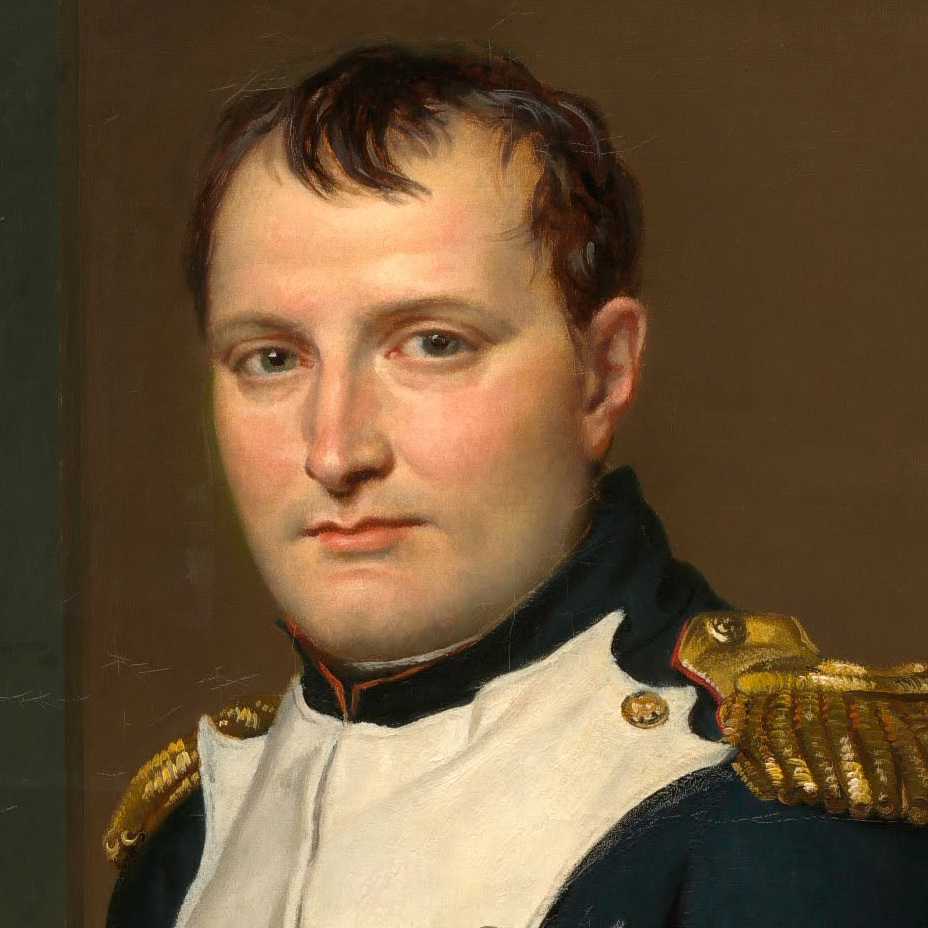
Napoléon Ier accéléra le processus de médiatisation des États princiers du Saint-Empire romain germanique

Bien que le nombre des États germaniques au sein du Saint-Empire romain germanique eût diminué régulièrement depuis la guerre de Trente Ans, il restait environ plus de deux cents États en 1789. À la suite de la chute de la Première Coalition, la France annexa tous les territoires allemands situés à l'ouest du Rhin. Pour compenser les nombreux princes ainsi lésés, les États ecclésiastiques, qui bénéficiaient de l’immédiateté impériale (c'est-à-dire qu'ils étaient vassaux directs de l'empereur) et qui étaient les seuls territoires qui puissent être redistribués, furent sécularisés.
La médiatisation (Mediatisierung en allemand) fut organisée et permise juridiquement par le recès d'Empire, voté par la Diète d'Empire en 1803 et approuvé par l'empereur François II. L'empereur français Napoléon Ier accéléra le mouvement en proclamant en 1806 la confédération du Rhin, et en s'assurant le ralliement des principaux États allemands en les autorisant à médiatiser leurs voisins plus petits.
La médiatisation allemande provoqua un changement majeur dans la souveraineté territoriale de l'Empire : des centaines de petits États furent ainsi éliminés, en grande partie des territoires ecclésiastiques, et seuls quarante environ survécurent. En particulier, les nombreux plus petits territoires du Saint Empire romain germanique défunt en 1806, les Princes du Saint-Empire et les Comtes du Saint-Empire régnants jusqu'à présent, ont été divisés entre de plus grands territoires voisins. Cependant, les maisons médiatisées conservaient leur égalité avec les maisons qui continuaient à gouverner.
Après la chute de Napoléon, il fut décidé au Congrès de Vienne que les États médiatisés ou sécularisés ne seraient pas recréés, mais que les souverains médiatisés seraient considérés de manière égale aux souverains restants, et qu'ils recevraient une compensation. Cette compensation fut laissée à la responsabilité de chaque État restant, et beaucoup de princes médiatisés ne la reçurent jamais. Néanmoins, ils ont conservé des pouvoirs judiciaires et exécutifs dans le domaine de leurs anciens territoires en tant que Standesherren (littéralement : « seigneurs de rang »), un statut nouvellement créé par l'Acte confédéral allemand. Là où de telles institutions existaient, ils recevaient également des sièges héréditaires dans les chambres hautes des États auxquels ils étaient rattachées. 

### Liste des maisons allemandes médiatisées
- Arenberg
- Aspremont-Lynden
- Auersperg
- Bentheim
- Bentinck
- Castell
- Colloredo
- Croÿ
- Dietrichstein
- Erbach
- Esterházy
- Fugger
- Fürstenberg
- Giech
- Harrach
- Hohenlohe
- Isembourg (Ysenburg)
- Khevenhüller
- Königsegg
- Kuefstein
- Leiningen
- Leyen
- Limburg-Stirum
- Lobkowicz
- Löwenstein-Wertheim
- Looz-Corswarem
- Metternich-Winneburg
- Neipperg
- Oettingen
- Orsini-Rosenberg
- Ortenburg
- Ostein
- Pappenheim
- Platen-Hallermund
- Pückler-Limpurg
- Quadt-Wykradt-Isny
- Rechberg-Rothenlöwen
- Rechteren-Limpurg
- Salm
- Sayn-Wittgenstein
- Schaesberg
- Schlitz-Goertz
- Schönborn
- Schönburg
- Schwarzenberg
- Solms
- Stadion
- Starhemberg
- Stolberg
- Thurn und Taxis
- Toerring
- Trauttmansdorff
- Waldbott von Bassenheim
- Waldburg
- Wied
- Windisch-Graetz
- Wurmbrand-Stuppach